# Wilhelm Egckl

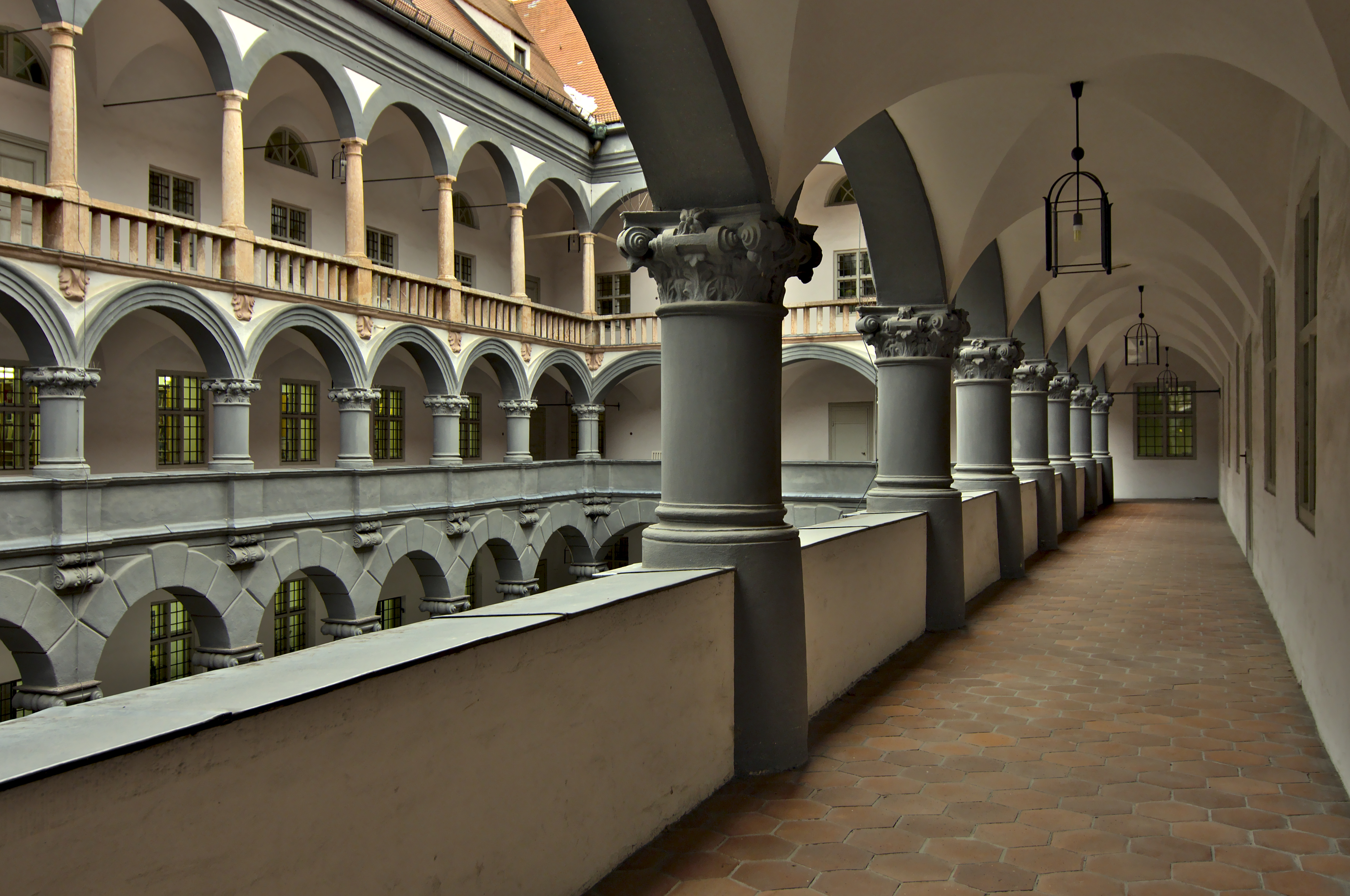
Egckl leitete die Bauausführung des Hofmarstall- und Kunstkammergebäudes in München

Wilhelm Egckl, auch Wilhelm Egkl, (* um 1520; † 16. April 1588 in München) war ein deutscher Baumeister.

## Leben
Über die Herkunft Egckls ist nichts bekannt, vermutlich wurde er aber in Süddeutschland geboren. Ab ca. 1550 war Egckl Beamter des Zeughauses in München und wurde 1558 zum herzoglichen Zeugwart genannt. 1559 wurde er Hofbaumeister Herzog Albrechts V. von Bayern.
1559 bis 1561 erbaute er dort das erste Jesuitenkolleg mit Gymnasium am Augustinergarten. Gleichzeitig entstand der Sankt Georgssaal in der Neuveste. 
Als eines der Hauptwerke Egckls gilt der zwischen 1563 und 1567 errichtete Marstall- und Kunstkammerbau (heute Alte Münze), das als bedeutendes Werk der Frührenaissance nördlich der Alpen gilt. Allerdings gilt die planerische Tätigkeit hier inzwischen als umstritten und wird Bernhard Zwitzel zugeschrieben. Egckl war wohl vor allem als ausführender Baumeister und nicht als Architekt an dem Bau beschäftigt.
1568 bis 1571 leitete er von Amts wegen die Bauausführung des Antiquariums im Vorfeld der Münchener Residenz nach Plänen des Augsburger Werkmeisters Simon Zwitzel.
1585 hatte Egckl anfänglich die Bauleitung des neuen Jesuitenkollegs inne, fiel aber im gleichen Jahr bei Hofe in Ungnade und wurde durch Wendel Dietrich abgelöst.
Außerhalb Münchens war Egckl in den Bau von Schloss Isareck bei Freising (1562/63) involviert und am Ausbau von Schloss und Festung Ingolstadt beteiligt, wo er zusammen mit Georg Stern unter Leitung des Festungsbaumeisters Reinhard zu Solms die Befestigung der Stadt ausbaute.

## Bauwerke
- 1559–1561: Jesuitenkolleg mit Gymnasium am Augustinergarten in München
- bis 1562: Sankt Georgssaal in der Neuveste
- 1563–1567: Marstall- und Kunstkammerbau
- 1569–1571: Antiquarium für die herzogliche Bibliothek und Altertümersammlung
- 1585: Bauleitung für ein neues Jesuitenkolleg
- 1562/63: Schloss Isareck
- 1568 bis 1571 Bauleitung des Antiquariums
- 1570: Bauleitung Schloss Dachau
- 1574/75, 1578–1582, 1584/85: Ausbau von Schloss und Festung Ingolstadt
- um 1578: Wiederaufbau des Nonnenchors der Kühbacher Kirche[4]